# Neleus
Neleus (/ˈniːliəs, ˈniːljuːs/; tiếng Hy Lạp cổ: Νηλεύς) là một vị vua trong thần thoại, ông là người cai trị xứ Pylos. Trong vài dị bản, ông được coi là một thành viên trong đoàn thủy thủ Argonaut thay vì con trai ông là Nestor.

## Gia đình
Neleus là con trai của Poseidon với Tyro và là người anh em sinh đôi của Pelias. Theo Pausanias, Neleus là con của vua Cretheus xứ Iolcus, do đó mà Aeolus là ông nội của Neleus.
Với Chloris, Neleus có những người con bao gồm: Pero, Periclymenus, Alastor, Chomius, Asterius, Deimachus, Epilaus, Eurybius, Eurymenes, Evagoras, Phrasius, Pylaon, Taurus và Nestor. Một số nguồn nói rằng Chloris chỉ là mẹ của Nestor, Periclymenus và Chromius; còn những người còn lại là con của người khác. Tuy nhiên, những nguồn khác lại không đồng quan điểm này. Mặt khác, mẹ của Nestor còn được cho là Polymede.

## Thần thoại
Tyro cưới Cretheus và có với ông ba người con là Aeson, Pheres, và Amythaon. Tuy nhiên, bà lại đem lòng yêu thần sông Enipeus. Bà theo đuổi Enipeus dẫu bị từ chối lời tán tỉnh. Một ngày, Poseidon tràn đầy ham muốn với Tyro nên ông đã cải trang thành Enipeus và ăn nằm với bà. Kết quả là họ có với nhau hai người con trai sinh đôi: Pelias và Neleus. Tyro bỏ rơi các con trên núi, nhưng một người hầu đã tìm thấy những đứa trẻ và nuôi dưỡng chúng.
Khi trưởng thành, Pelias và Neleus tìm được Tyro, rồi họ giết người mẹ kế của bà là Sidero vì đã ngược đãi bà. Sidero cố gắng ẩn nấp trong đền thờ nữ thần Hera nhưng Pelias vẫn bất chấp giết bà ta. Điều này khiến cho Hera trở nên căm ghét Pelias. Neleus và Pelias sau đó chiến đấu với nhau để tranh giành ngôi vị. Giành ngôi vua bất thành, Neleus bị trục xuất tới Messenia. Ở đây, ông được người anh em họ Aphareus tiếp đón và trao cho ông vùng đất ven biển để định cư và lập nên cung điện. Neleus trở thành vua của xứ Pylos.
Sau này, Heracles tới gặp Neleus cầu xin được rửa tội vì hành động giết vợ con mình, nhưng anh bị từ chối. Để trả thù, anh giết chết Neleus và các con trai của ông, chỉ trừ Nestor.